# دوغلاس دا كوستا سوزا
دوغلاس دا كوستا سوزا (بالبرتغالية: Douglas Bilica‏) هو لاعب كرة قدم برازيلي في مركز الوسط، ولد في 31 يناير 1979 في فورتاليزا في البرازيل. لعب مع موتو كلوب ونادي بونتي بريتا ونادي سامبايو كوريا ونادي سبورت ريسيفه ونادي سي آر بي ونادي شابيكوينسي ونادي فيلا نوفا.